# اباله اجرد (بعدان)

تعديل مصدري - تعديل

اباله اجرد هي إحدى قرى عزلة العذارب بمديرية بعدان التابعة لمحافظة إب، بلغ تعداد سكانها 438 نسمة حسب تعداد اليمن لعام 2004.